# Alf Johansson (konstnär)
Alf Bertil Folke Johansson, född 17 januari 1934 i Almundsryd, död 13 september 2020, var en svensk tecknare och grafiker.
Johansson studerade vid Börje Hovedskous målarskola i Göteborg samt illustrations och tidningsteckning. Han medverkade i ett stort antal utställningar i Sverige och utomlands. Hans konst består av landskap, mariner, hamnmotiv och porträtt men han har blivit mest känd som fågelmålare.